# Paulinho (calciatore 1995)
Paulinho, pseudonimo di Paulo Victor da Silva (San Paolo, 3 gennaio 1995), è un calciatore brasiliano, difensore del Midtjylland.

## Caratteristiche tecniche
È un terzino sinistro.

## Carriera
Cresciuto nelle giovanili del Santo André, ha esordito in prima squadra il 19 luglio 2014 in occasione del match di Copa Paulista pareggiato 0-0 contro la Juventus-SP.

## Palmarès

### Club

#### Competizioni nazionali
- Campionato danese: 2

Midtjylland: 2019-2020, 2023-2024
- Coppa di Danimarca: 1

Midtjylland: 2021-2022